# Oshivambo
Das Oshivambo oder Oshiwambo, häufig auch nur als Ovambo oder Ambo  bezeichnet, ist eine Bantusprache im südwestlichen Afrika, die von den Ovambo gesprochen wird und etwa 1,6 Millionen Muttersprachler umfasst. In Namibia wird es von knapp 45 Prozent der Bevölkerung, das heißt, etwa 1,04 Millionen Menschen gesprochen, und auch in Süd-Angola von etwa 600.000 Menschen.
Kwanyama und Ndonga sind Dialekte des Ovambo, die breitere Verwendung als Schriftsprache, z. B. in Bibelübersetzungen  gefunden haben. Insgesamt hat das Ovambo etwa sieben bis zwölf Dialekte, die weitgehend gegenseitig verständlich sind.

## Name der Sprache und ihrer Dialekte
Der Name der Sprache und ihrer Dialekte wird mit oder ohne Nominalklassen-Präfix „oshi“ gebraucht, das in Bantusprachen alle Wörter in etwa 20 Nominalklassen einteilt.

## Verbreitung

Verteilung des Ohsivambo als Muttersprache (2011)
1%
1–5,99 %
6–10,99 %
11–20,99 %
21–30,99 %
31–49,99 %
50–75,99 %
76–90 %
90%

### Namibia
Knapp 900.000 der Oshivambo-Sprecher leben vor allem in den nördlichen Regionen von Namibia (hauptsächlich in Omusati, Oshana, Ohangwena und Oshikoto, die man zusammenfassend auch als „Vier O-Regionen“, historisch auch als „Ovamboland“ bezeichnet).

### Angola
In den südlichen Grenzregionen Angolas leben etwa 600.000 Angehörige des Ovambo-Volkes. Hier ist die Sprache vom Verdrängungsprozess des Portugiesischen bedroht.
Laut der Volkszählung von 2014 wird Kwanyama von 2,3 % der 25.789.000 Angolaner gesprochen.

### Dialekte
Das Volk der Ovambo wird in zwölf Gruppen eingeteilt. Die acht im namibischen Teil lebenden Gruppen sind die Kwanyama, Ndonga, Kwambi, Ngandyera, Mbalanhu, Kwaluudhi, Eunda und Kolonkadhi. Dementsprechend wird Oshivambo meist in sieben Untergruppen geteilt, die – da untereinander verständlich – als Dialekte des Oshivambo angesehen werden: darunter Kwanyama (korrekt mit Vorsilbe: oshiKwanyama, auch: Kwanjama, Kwancama, Kuanyama, portugiesisch Cuanhama geschrieben), Kwambi, Humba und Ndonga. Von manchen Linguisten werden Ndonga, Kwanyama, Kwambi, Mbalanhu (auch: Mbaanhu, Mbalantu, Mbaluntu) und Ngandyera als verschiedene Sprachen angesehen (vgl. Ethnologue).
Kwanyama und Ndonga habe vor allem durch frühe Bibelübersetzungen einen Standard in der geschriebenen Sprache entwickelt.

## Gebrauch
Oshivambo hat keinen offiziellen Status als Amtssprache in Namibia; Englisch ist die einzige Amtssprache, wobei Oshivambo eine weit verbreitete Verkehrssprache ist und Förderung als Minderheitensprache (Nationalsprache) erhält.
- Bereits 1876 übersetzte der finnische Missionar Pietari Kurvinen Teile der Bibel in das Oshivambo.
- Der finnische Missionar Martti Rautanen übersetzte dann die gesamte Bibel in den Ndonga-Dialekt. Er begann mit seiner Arbeit 1885 und veröffentlichte 1903 das Neue Testament. Es dauerte jedoch bis 1920, bis er auch das Alte Testament fertig gestellt hatte. Seine Bibelübersetzung wurde zur Grundlage einer standardisierten Form des Ndonga.[2]
- Grundschulunterricht in Namibia ist in der jeweiligen Muttersprache vorgesehen. Das Schoolnet Namibia, ein web-basierter Schuldienst, nutzt verschiedene Mittel, den Kindern das Lesen und Schreiben der Sprache näher zu bringen (z. B. mit dem Comic „Hai Ti!“ – Hai Ti ist Oshivambo und bedeutet „Hör zu!“).
- Für Regierungsbeauftragte und lokale Beamte sind viele Formulare der Regierung zweisprachig erhältlich.

In diesem zunehmend bilingualen Umfeld werden kulturelle Unterschiede zwischen europäischen Sprachen in Namibia (Afrikaans, Deutsch und Englisch) und den afrikanischen Sprachen oft durch Sprachkreuzungen kompensiert: „Oshi-Deutsch“ (durch die sogenannten DDR-Kinder, in der DDR aufgewachsene schwarze Namibier) oder der starke Einfluss des Englischen in Oshivambo.
Der staatliche namibische Rundfunk (NBC) sendet neben Englisch (und sechs weiteren Sprachen) auch zehn Stunden pro Tag auf Oshivambo.

## Beispiele
- Owe uya po! – „Willkommen!“
- Wa aluka! – „Hallo!“
- Wa shilwa? – „Guten Morgen“
- Wa uhala po? – „Guten Tag!“
- Ou li tutu nawa? – „Wie geht’s?“
- kulala – „schlafen“
- omulaule – „schwarz“
- Hai ti! – „Hör zu!“
- Omukwaniilwa – „König“
- Nda pandula – „Danke“
- Heeno – „Ja“
- Aaye – „Nein“
- Enda nawa – „Tschüs“
- Ondikuhole – „Ich liebe dich“